# Goatreich-Fleshcult
Albums de Belphegor
Lucifer Incestus
(2003) Pestapokalypse VI
(2006)
Goatreich - Fleshcult est le cinquième album studio du groupe de black metal autrichien Belphegor. L'album est sorti le 28 février 2005 sous le label Napalm Records.

## Musiciens
- Helmuth - chant, guitare
- Sigurd - guitare
- Barth - basse
- Torturer - batterie

## Liste des morceaux
| No | Titre                               | Durée |
| -- | ----------------------------------- | ----- |
| 1. | The Cruzifixus – Anus Dei           | 4:16  |
| 2. | Bleeding Salvation                  | 3:48  |
| 3. | Fornicationium Et Immundus Diabolus | 3:00  |
| 4. | Sepulture Of Hypocrisy              | 4:58  |
| 5. | Goatreich – Fleshcult               | 3:25  |
| 6. | Swarm Of Rats                       | 4:54  |
| 7. | Kings Shall Be Kings                | 4:59  |
| 8. | The Crown Massacre                  | 3:01  |
| 9. | Festum Asinorum/Chapt. 2            | 5:53  |